# María Elena
María Elena est une ville et une commune du Chili de la province de Tocopilla, elle-même située dans la région d'Antofagasta. En 2016, sa population s'élevait à 5 000 habitants. La superficie de la commune est de 12 197 km² (densité de 0,4).

## Situation
La commune se trouve dans le nord du Chili dans le désert de l'Atacama à quelques dizaines de la frontière avec la Bolivie. Le climat est très sec avec une pluviométrie moyenne est de 3 mm par an. La population de la commune se répartit entre plusieurs districts dont le plus important est Maria Elena. La commune disposait au milieu du XXème siècle de la plus grande usine de transformation de phosphates du pays. La disparition de cette activité a entrainé un fort déclin de la population (13 600 habitants en 1992). Le tremblement de terre de Tocopilla de 2007 de force 7,7 sur l'échelle de Richter et dont l'épicentre se trouvait à environ 80 km au nord de Maria Elena a provoqué l'effondrement de toutes les vieilles maisons de Maria Elena.

Position de Maria Elena (en rouge) au sein de la région d'Antofagasta.

Édifices de Maria Elena
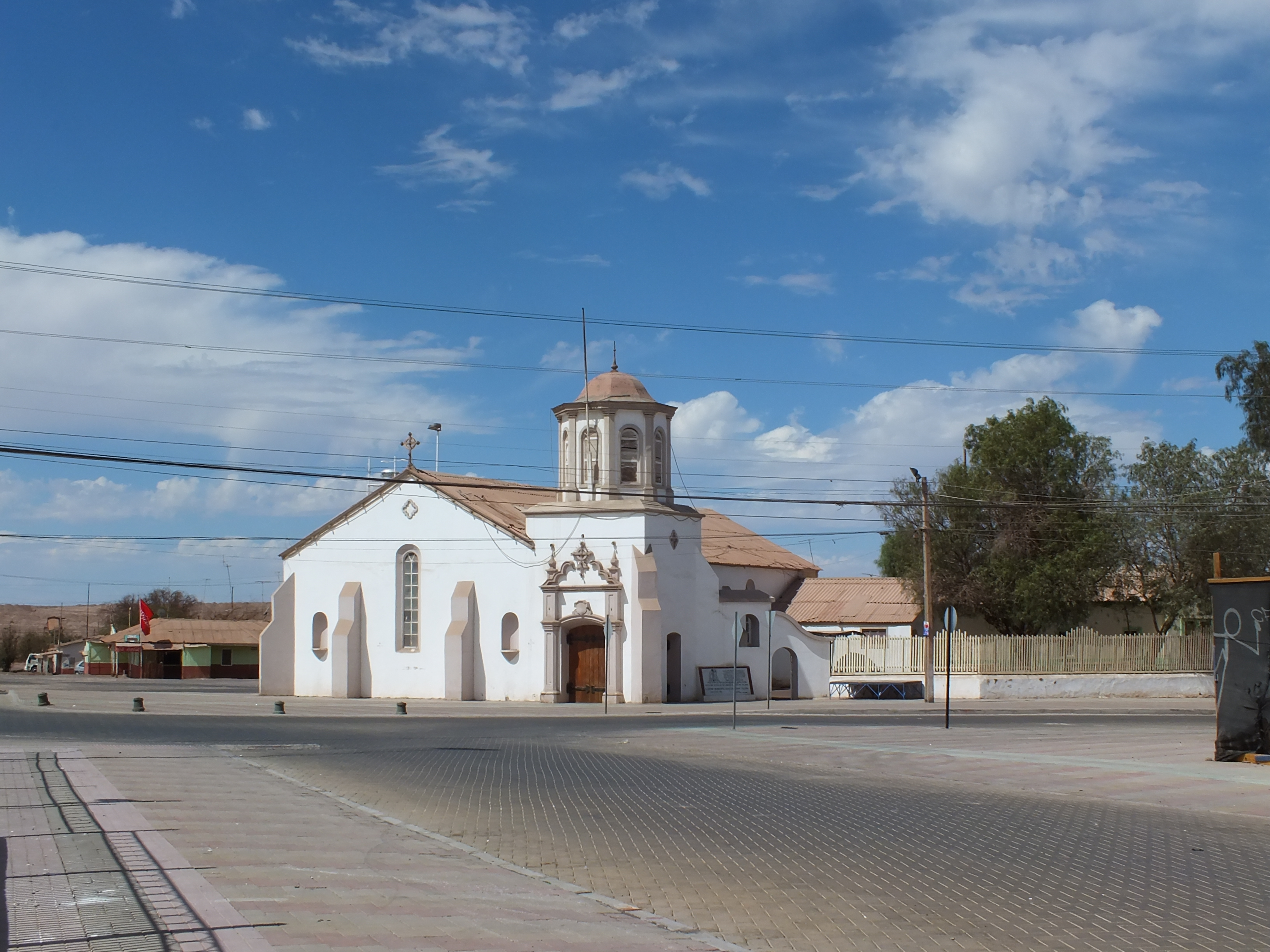
Église de Maria Elena
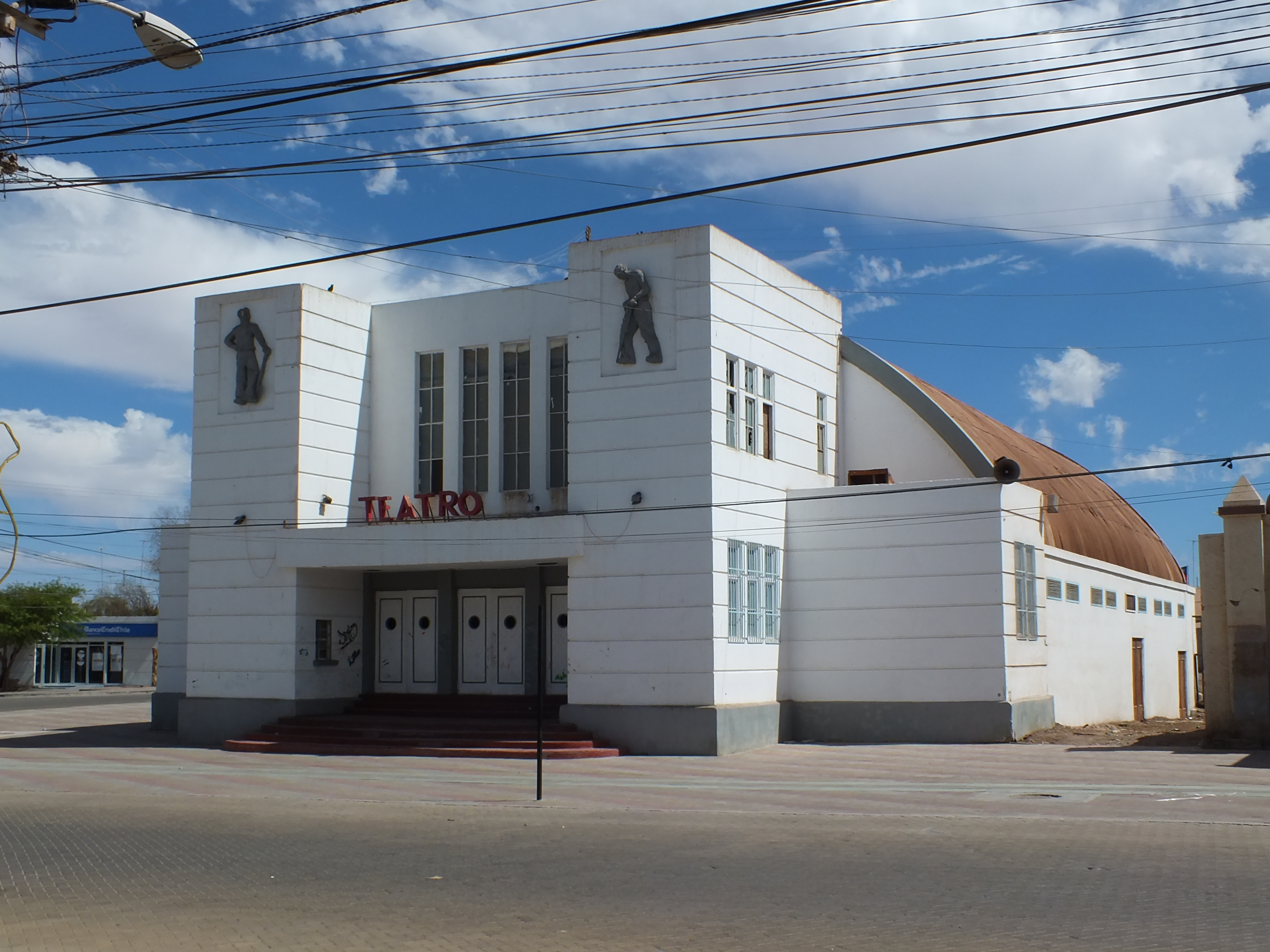
Théâtre de Maria Elena
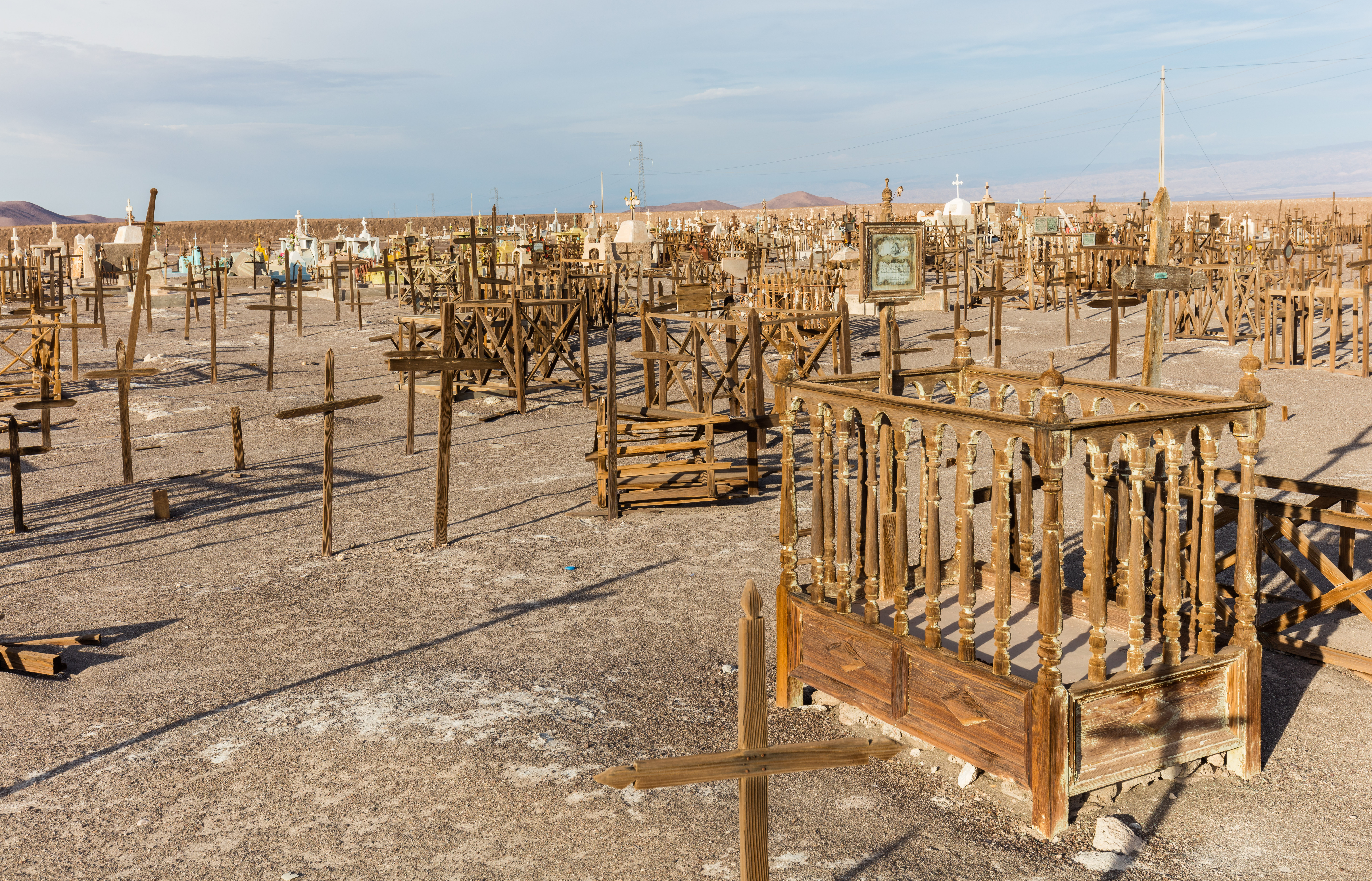
Cimetière de l'établissement Rica Aventura abandonné à la suite de l'arrêt de l'activité d'extraction du salpêtre.

## Personnalités liées
- Guillermo Pallomari, comptable chilien y est né en 1949